# Regierungsbezirk Posen

Indelningen av provinsen Posen, 1910:
Regierungsbezirk Bromberg
Regierungsbezirk Posen

Regierungsbezirk Posen var ett regeringsdistrikt i den preussiska provinsen Posen, 1815–1919. Det hade en yta på 17 530 km², 1 335 884 invånare (24,6 procent evangeliska, 73,9 procent katoliker och 1,2? procent judar). Det indelades 28 kretsar.
Regeringsområdet upplöstes efter första världskriget, då Versaillesfreden tilldelade större delen av Posen till Polen. Idag ingår hela regeringsområdets territorium i Polen.

## Indelning 1887–1919
Stadtkreis
- Stadtkreis Posen

Landkreise
- Kreis Adelnau
- Kreis Birnbaum
- Kreis Bomst
- Landkreis Fraustadt
- Kreis Gostyn
- Kreis Grätz
- Kreis Jarotschin
- Kreis Kempen
- Kreis Koschmin
- Kreis Kosten
- Kreis Krotoschin
- Kreis Lissa
- Landkreis Meseritz
- Kreis Neutomischel
- Kreis Obornik
- Kreis Ostrowo
- Kreis Pleschen
- Kreis Posen-Ost
- Kreis Posen-West
- Kreis Rawitsch
- Kreis Samter
- Kreis Schildberg
- Kreis Schmiegel
- Kreis Schrimm
- Kreis Schroda
- Landkreis Schwerin an der Warthe
- Kreis Wreschen

## Källa
Den här artikeln är helt eller delvis baserad på material från Nordisk familjebok, Posen, 1904–1926.